# Linda (Kartoffel)

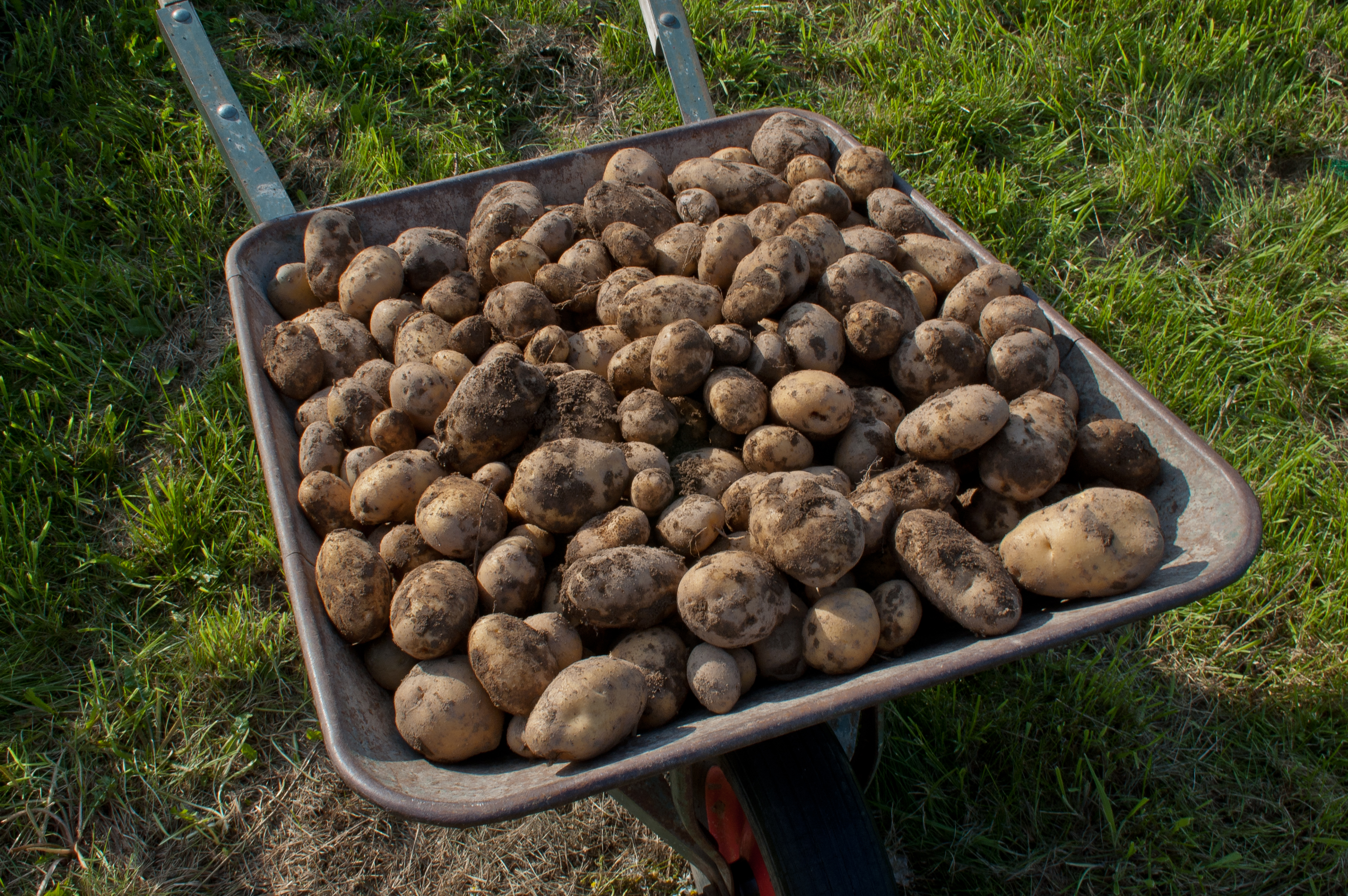
Frisch geerntete Kartoffeln der Sorte Linda

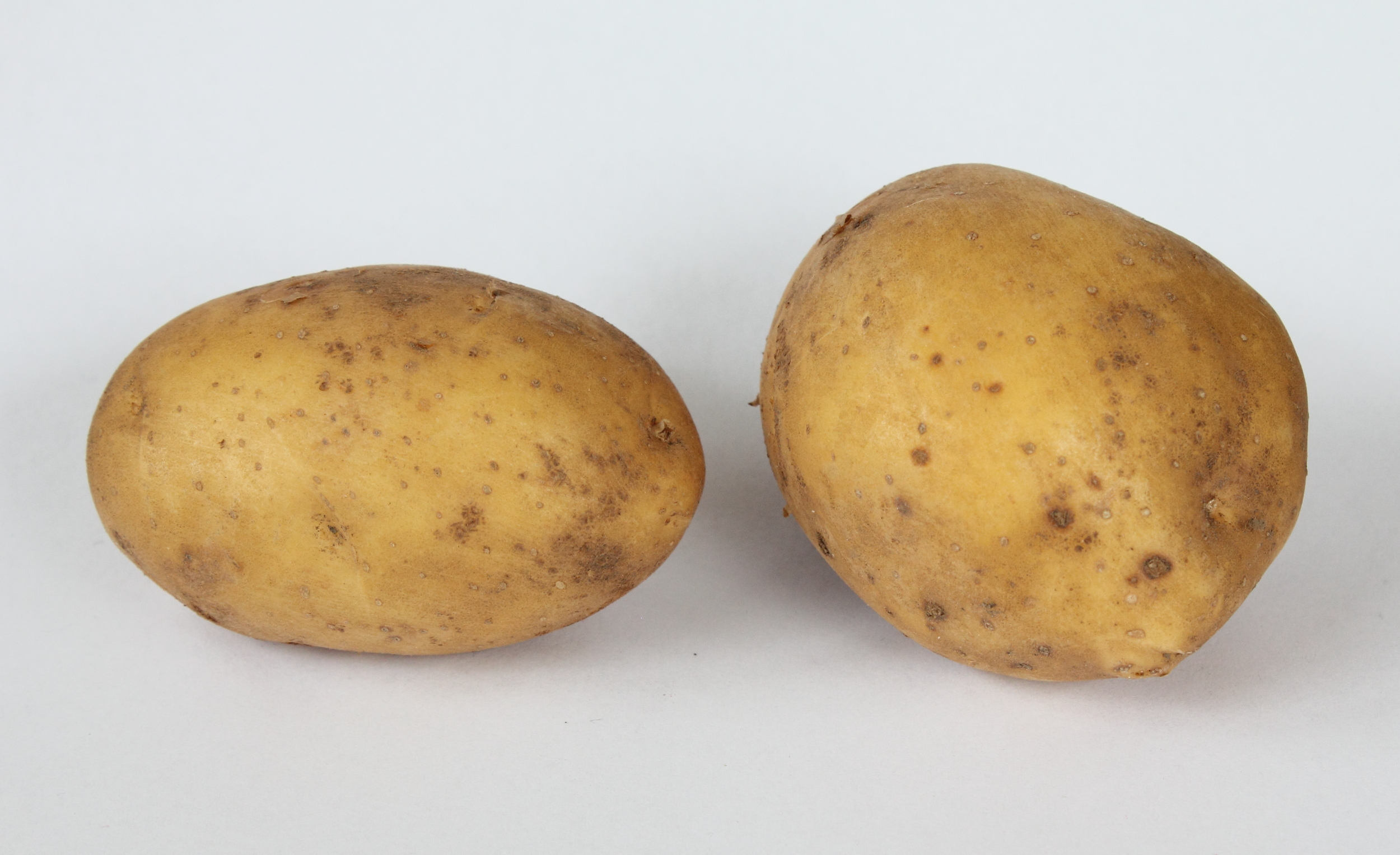
Kartoffelsorte Linda aus ökologischem Anbau, nach drei Monaten Lagerung

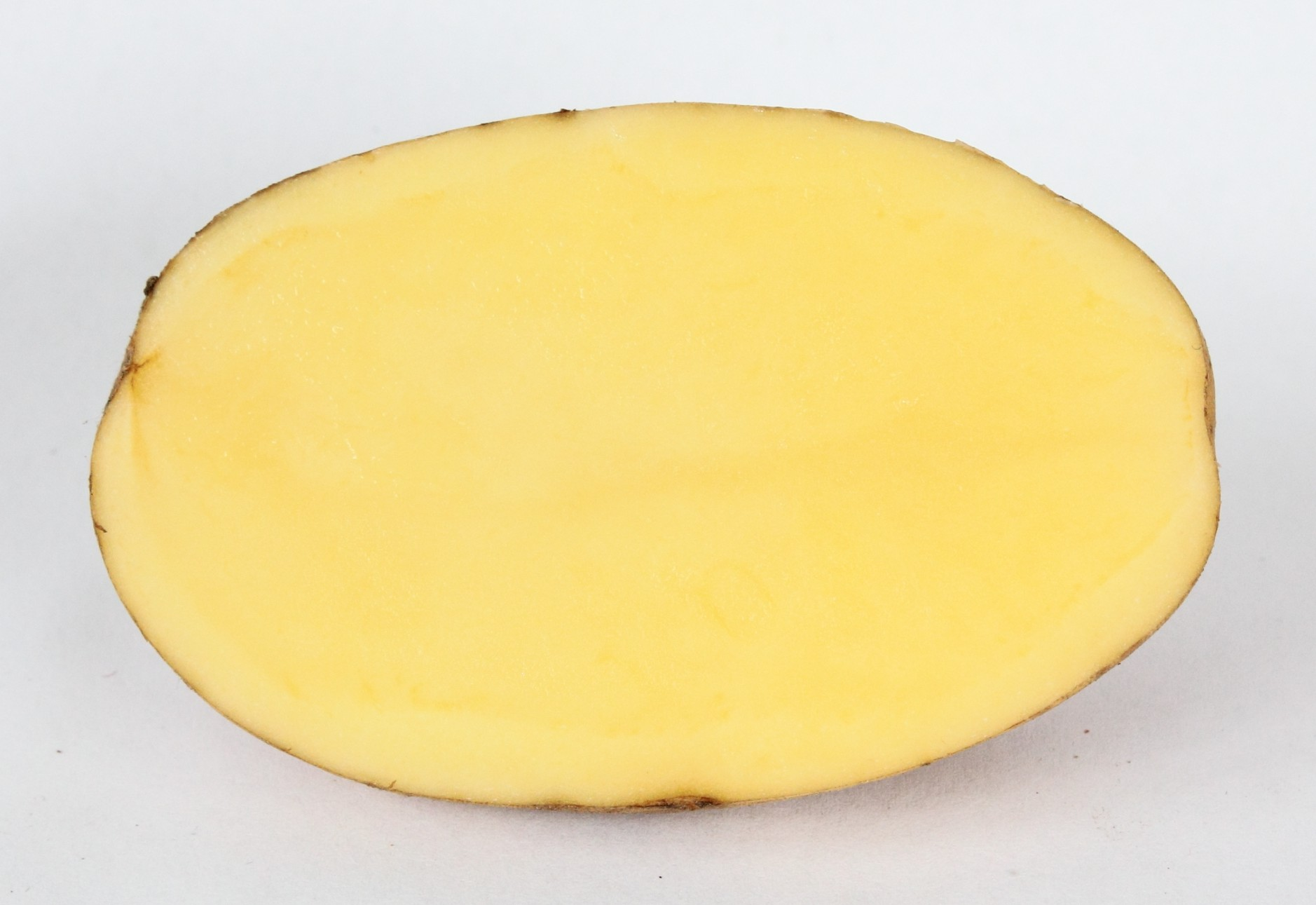
Kartoffelsorte Linda; das Fleisch ist festkochend und von kräftig gelber Farbe

Linda ist eine festkochende Kartoffel mit tiefgelbem Knolleninneren, die als besonders aromatisch gilt. Sie ist besonders in Norddeutschland eine begehrte Sorte für Kartoffelsalat. Während der Lagerung verändert sich die Kocheigenschaft zu mehligkochend. Linda hatte im Jahr 2004 nur einen Marktanteil von etwa 1,4 % in Deutschland. Beim Direktverkauf von ökologisch wirtschaftenden Landwirten ist sie jedoch eine wichtige Sorte. Um die Verlängerung der deutschen Sortenprüfung war ein Rechtsstreit entbrannt. Er endete mit der Neuzulassung der Kartoffelsorte durch das Bundessortenamt.

## Allgemeines zum Sortenschutz in Deutschland
Die Produktion und der Verkauf einer Kartoffelsorte in Deutschland bedingt die vorherige Zulassung durch das Bundessortenamt und Eintragung in die Sortenliste. Die Eintragung bzw. Zulassung erfolgt für zehn Jahre und kann vom Züchter beliebig oft für jeweils weitere zehn Jahre verlängert werden. Die Eintragung in die Sortenliste hat Verpflichtungen für den Antragsteller zur Folge: Er ist zu einer ordnungsgemäßen Erhaltungszucht verpflichtet und Gebührenschuldner gegenüber den zuständigen Behörden.
Für neue Sorten kann vom Züchter parallel zur Eintragung in die Sortenliste der Sortenschutz beantragt werden. Dieser gewährt ihm für einen Zeitraum von 30 Jahren das alleinige Verfügungsrecht über seine Sorte. Der Sortenschutz für Linda wurde von der Europlant Pflanzenzucht GmbH genutzt.
Wird die Zulassung über das Ende des Sortenschutzes (bei Kartoffeln nach 30 Jahren) hinaus verlängert oder kein Sortenschutz beantragt, kann jede Person das Pflanzgut vermehren und vertreiben.

## Geschichte
Linda wurde von der Saatzucht Friedrich Böhm, Trauen, gezüchtet. 1974 erteilte das deutsche Bundessortenamt den Sortenschutz auf Antrag des Züchters bis 2004 und trug die Sorte in die Sortenliste ein. Diese Eintragung ist gemäß Saatgutverkehrsgesetz notwendig, damit Saatgut gewerblich gehandelt und somit die Sorte angebaut werden darf.
Ende 2004 entzog Europlant mit Wirkung zum 1. Januar 2005 diese Zulassung für die gewerbliche Pflanzgutproduktion, die nach dem Ende des Sortenschutzes auch Landwirte hätten nutzen können. Daraufhin beantragte Karsten Ellenberg (* 1962), Biohofbetreiber in der Lüneburger Heide und Erhaltungszüchter anderer, auch seltener Kartoffelsorten, am 10. Januar 2005 die Wiederzulassung. Dass das Verfahren einige Jahre dauern würde, war ihm bekannt, aber eine Zulassungsverlängerung während des Sortenschutzes kann nur der Schutzinhaber selbst beantragen. Gleichzeitig wurde in Schottland eine Sortenzulassung nach EU-Recht beantragt. Auch dieses Verfahren dauerte mehrere Jahre.
Das Bundessortenamt hatte ursprünglich eine Auslauffrist von sechs Monaten festgesetzt, also bis zum 30. Juni 2005. Es verlängerte sie bis zum 30. Juni 2007, der längstmöglichen Auslauffrist nach dem Saatgutverkehrsgesetz, nachdem Ellenberg dies beantragt hatte. Nach erfolglosem Widerspruch reichte Europlant am 7. Juli 2005 eine Schadenersatzklage gegen das Bundessortenamt beim Verwaltungsgericht Hannover ein. Sie argumentierte, dass sie wegen der kurzen Auslauffrist Vermehrungsmaterial, das von landwirtschaftlichen Vermehrungsbetrieben kostenintensiv produziert wurde und welches sie nach der Verlängerung hätte verkaufen können, im sechs- bis siebenstelligen Eurobereich vernichtet habe. Europlant wies ihre bisherigen Pflanzgutproduzenten darauf hin, dass sie vertraglich verpflichtet seien, nur an Europlant zu liefern, und setzte am 28. Juli 2005 beim Schiedsgericht für Saatgutstreitigkeiten der Landwirtschaftskammer Hannover durch, dass drei ihrer bisherigen Vertragspartner das vertragswidrig angebaute Linda-Pflanzgut bis zur endgültigen Klärung nicht vermarkten dürfen. Diese beriefen sich darauf, dass der Vertrag ausgelaufen sei.
Der Freundeskreis „Rettet die Linda“, dem die Verbraucherverbände Verbraucherzentrale Hamburg und Slowfood sowie die bäuerlichen Verbände Arbeitsgemeinschaft bäuerliche Landwirtschaft, Bioland und Demeter angehören, machte sich unter der Kampagne „Solidarität mit Linda“ für die Unterstützung der Linda stark.
Die im Auftrag der Sortenschutzinhaber tätige Saatgut-Treuhandverwaltungs GmbH wollte von vielen Landwirten Auskunft über die von ihnen nachgebauten Sorten haben, so auch über Linda. Dafür erhielt sie einen Big Brother Award 2005 in der Kategorie Wirtschaft.
Am 14. April 2007 wurde Linda von mehreren Landwirtschafts- und Umweltorganisationen (u. a. Arbeitsgemeinschaft bäuerliche Landwirtschaft, Bioland und SlowFood) als „Kartoffel des Jahres“ ausgezeichnet. Drei Wochen später verkündete Europlant, Linda nun auch 2007 produzieren zu wollen. Dazu schreibt die Lebensmittel-Zeitung (25. Mai 2007): „Der Saatguthersteller Europlant hat bezüglich der Kartoffelsorte Linda ein Einsehen und vermehrt den ‚Verbraucherliebling‘ überraschend auch in diesem Jahr auf einer kleinen Fläche.“
2008 importierte Karsten Ellenberg Linda aus Schottland und verkaufte sie.

## Argumente für und gegen die Verlängerung der Zulassung
Europlant argumentiert, dass Linda sehr anfällig für Krautfäule, Knollenfäule und Virusnekrosen sowie nicht resistent gegen Nematoden und Kartoffelkrebs sei. Deshalb benötige sie unnötig viel Pflanzenschutzmittel. Des Weiteren sei ihre Kocheigenschaft oftmals nicht stabil, das heißt, sie verändere diese während der Lagerperiode von fest- zu mehligkochend. Im Interesse des Umwelt- und Verbraucherschutzes empfehle sie deshalb andere Sorten.
Befürworter der Linda verweisen auf die ökologische Landwirtschaft, die Pflanzenschutzmittel gegenüber den ohnehin niedrigen gesetzlichen Grenzwerten weiter beschränke, so dass eine Gefährdung der Umwelt und der Verbraucher vernachlässigbar sei.
Mit der ebenfalls von ihr angebotenen Kartoffel Belana habe Europlant einen höherwertigen Ersatz, der weniger krankheitsanfällig sei und im Lager nicht die Kocheigenschaften verliere. Bei Testessen der Landwirtschaftskammer Schleswig-Holstein und der Kieler Nachrichten habe sich ferner herausgestellt, dass die neue Sorte Belana den Verbrauchern besser schmecke. Die Anhänger von Linda widersprechen letzterem Argument und loben insbesondere den hervorragenden Geschmack von Linda; die Lagerfähigkeit sei dagegen nicht so wichtig.
Laut Europlant sind neue Sorten stets besser als bisherige, da dies eine Zulassungsbedingung des Bundessortenamts ist. Kritiker verweisen darauf, dass das Amt nicht über guten Geschmack entscheide. In einer Marktwirtschaft sei dies die Aufgabe des Verbrauchers. Gegenüber dem Argument, dass sich die Sortenvielfalt verringere, weist Europlant darauf hin, dass eine Rücknahme der Sorte Linda vom Markt nicht komplett dazu führt, dass Linda durch eine einzige neue Sorte ersetzt werde. Ganz im Gegenteil: Durch die aktive Züchtung neuer Sorten durch deutsche Unternehmer, darunter auch Biolandwirt Ellenberg, sei eher von einer Zunahme der für die Verbraucher verfügbaren Sorten auszugehen. In Deutschland werden jährlich zehn neue Kartoffelsorten zugelassen.
Europlant verweist auf schlechte Erfahrungen mit anderen Sorten, bei denen nach Wegfall des Sortenschutzes minderwertige Qualität produziert worden sei. Ohne den Sortenschutz könnten Landwirte die Sorte Linda unter kostengünstigeren, qualitätsmindernden Bedingungen produzieren. Die mit dem Sortennamen vom Verbraucher in Verbindung gebrachte hohe Qualität werde nicht mehr erfüllt. Zum anderen würden die Anbauer, die die betroffene Sorte weiterhin in bester Qualität mit hohem Kostenaufwand produzierten, ihre wirtschaftliche Existenzgrundlage verlieren. Die Anhänger von Linda argumentieren, dass die Käufer von Linda schon immer besonders qualitätsbewusst seien, und deshalb die Qualität nicht am Namen, sondern an Qualitätssiegeln festmachen. Die Verbraucher hätten aus Erfahrungen mit anderen Sorten wie Bintje und Sieglinde gelernt.
Europlant wird kritisiert, nach dem Wegfall des Monopols für Linda durch Ausnutzung einer Gesetzeslücke im Saatgutverkehrsgesetz, Landwirte zu behindern. Dafür hätte Europlant sogar bereits produziertes Pflanzgut im Wert von mehreren hunderttausend Euro vernichtet. Da Europlant einen Marktanteil von 48 % habe, würden bisherige Linda-Landwirte voraussichtlich wieder bei Europlant einkaufen.
Die Befürworter der Erhaltung der Sorte Linda vertreten die Meinung, dem Recht, 30 Jahre lang den Sortenschutz exklusiv nutzen zu können, stehe das Recht der Allgemeinheit gegenüber, die Sorte anschließend ohne Lizenz frei zu nutzen. Nur wenn die Sorte zu einem öffentlichen Kulturgut werde, finde das staatlich gewährte Monopol Akzeptanz. Dies gelte insbesondere für Grundnahrungsmittel, bei denen auch moralische Gründe gegen eine Exklusivnutzung sprächen.

## Zulassung ab 2009
Das britische Sortenschutzamt erteilte am 28. August 2009 die Zulassung für Linda im Vereinigten Königreich. Das bedeutet, dass Linda in allen EU-Ländern wieder als Saatgut und als Kartoffel gezüchtet werden darf.
Ab 2010 erteilte das Bundessortenamt mit der Anmerkung „Ohne Voraussetzung des landeskulturellen Wertes nach § 30 Abs. 2 Nr. 4 SaatG“ unter der Kennnummer 3664 Karsten Ellenberg die Neuzulassung für Deutschland. Diese Zulassung gilt für zehn Jahre und kann dann von ihm verlängert werden, ohne dass es der Zustimmung von Europlant bedarf.